# Дворецкий (фильм)
«Дворецкий» (англ. The Butler) — американский кинофильм режиссёра Ли Дэниелса, политический байопик. В прокат фильм вышел 16 августа 2013 года. Главные роли исполняют Форест Уитакер и Опра Уинфри. В отличие от предыдущего проекта Дэниелса, «Газетчика», «Дворецкий» был крайне тепло принят мировой кинопрессой. Актёрская работа Уинфри была отмечена номинациями на премию BAFTA и премию Гильдии киноактёров США. За её перевоплощение критики также прочили ей номинацию на премию «Оскар», однако в итоге она не вошла в шорт-лист претенденток, уступив место Салли Хокинс.

## Сюжет
Лента открывается сценой, в которой уже совсем старый Сесил Гейнс (Форест Уитакер) ожидает в Белом доме встречи с только что избранным 44-м президентом США Бараком Обамой. Пока он сидит в приёмной, вся жизнь проносится у него перед глазами.
Большую часть своего детства Гейнс, родившийся в 1919 году, провёл на хлопковой плантации в городе Мейкон, штат Джорджия, где вместе с ним работали его родители. Однажды владелец фермы Томас Уэстфолл (Алекс Петтифер) насилует его мать, Хэтти (Мэрайя Кэри). Отец, Эрл (Дэвид Бэннер), попытавшись вступиться, получает пулю в лоб. Опеку над семилетним Сесилом берёт пожилая смотрительница плантации Аннабет (Ванесса Редгрейв), обучающая мальчика азам дела прислуги.
В 1937 году, достигнув совершеннолетия, Гейнс покидает плантацию, благодарит Аннабет и навсегда прощается с выжившей из ума матерью. Без денег и крыши над головой, он слоняется по улицам без дела. Добросердечный управляющий местным кондитерским магазином Мэйнард (Клэренс Уильямс III) нанимает Сесила на работу дворецким в престижную гостиницу. Спустя несколько лет Мэйнард рекомендует его на аналогичную должность в вашингтонский отель, где Гейнс встречает свою будущую супругу Глорию (Опра Уинфри), которая вскоре родит ему двоих детей: младшего Чарльза (Илайя Келли) и старшего Луиса (Дэвид Ойелоуо).
В 1957 году о навыках Сесила узнают в Белом доме. Метрдотель Фредди Фэллоуз (Колман Доминго) принимает его в состав прислуги и представляет главному дворецкому Картеру Уилсону (Кьюба Гудинг-младший) и Джеймсу Холлоуэю (Ленни Кравиц). При Эйзенхауэре (Робин Уильямс) Гейнс становится свидетелем нескольких ключевых исторических событий, приведших, в том числе, к действиям девятки из Литл-Рока.

Новоизбранный президент Кеннеди с семьёй приветствует прислугу Белого дома

Луис заканчивает школу и уезжает в Нэшвилл, где поступает в университет Фиска. Решению сына противится Сесил, настаивающий, что юг Штатов слишком опасен для молодого афроамериканца. В университете Луис начинает увлекаться политикой. У Глории появляются проблемы с алкоголем.
В 1961 году президентом становится Джон Кеннеди (Джеймс Марсден). Луис, уже полноправный «наездник свободы», подвергается нападению Ку-клукс-клана и чудом выживает. В ноябре 1963 года Кеннеди убивают в Далласе. Прежде, чем покинуть Белый дом, новоявленная вдова дарит Сесилу один из галстуков супруга.
В конце 1960-х годов, вслед за устранением Мартина Лютера Кинга, Луис возвращается домой и заявляет, что они с друзьями основали так называемую Партию чёрных пантер. Разъярённый Сесил, не узнающий того сына, которого он растил, приказывает ему покинуть дом и никогда не возвращаться. Чарли вступает в ряды военных сил США и отправляется во Вьетнам. Спустя несколько месяцев Сесилу и Глории сообщают, что их сын погиб.
Луис выходит из состава «чёрных пантер», становится магистром политологии и занимает место в Конгрессе. С приходом Рейгана (Алан Рикман) Сесил понимает, что пришло время уйти на покой. Он объявляет это президенту, но перед этим добивается повышения заработной платы всем чернокожим представителям прислуги Белого дома. Сесил воссоединяется с сыном и поддерживает его в протесте против заключения под стражу видного борца против апартеида Нельсона Манделы.
Проходит больше двадцати лет. Пенсионер Сесил готовится поддержать на президентских выборах чернокожего Барака Обаму. За день до выборов Глория внезапно умирает. Услышав официальные результаты (безоговорочная победа Обамы), Сесил не может сдерживать эмоции и плачет на плече у сына.
Вскоре он готовится ко встрече с только что избранным 44-м президентом США Бараком Обамой. Он надевает галстук, когда-то принадлежавший Кеннеди, значок, подаренный ему Линдоном Джонсоном, и отправляется в Белый дом. На предложение главного церемониймейстера провести его в Овальный кабинет еле передвигающийся Сесил отвечает ему: «Я знаю дорогу!».

## В ролях
- Форест Уитакер — Сесил Гейнс (прототип — Юджин Аллен)
- Опра Уинфри — Глория Гейнс (прототип — Хелен Аллен)
- Дэвид Ойелоуо — Луис Гейнс
- Кьюба Гудинг младший — Картер Уилсон
- Ленни Кравиц — Джеймс Холлоуэй
- Илайя Келли — Чарли Гейнс (прототип — Чарли Аллен)
- Терренс Ховард — Говард
- Яя Дакоста — Кэрол
- Колман Доминго — Фредди Фэллоуз
- Эмел Амин — молодой Сесил Гейнс
- Мэрайя Кэри — Хэтти
- Ванесса Редгрейв — Аннабет
- Алекс Петтифер — Томас

Исторические персонажи:
- Робин Уильямс — президент Дуайт Дэвид Эйзенхауэр
- Джеймс Марсден — президент Джон Кеннеди
- Минка Келли — первая леди Жаклин Кеннеди
- Лев Шрайбер — президент Линдон Джонсон
- Джон Кьюсак — президент Ричард Милхауз Никсон
- Алан Рикман — президент Рональд Рейган
- Джейн Фонда — первая леди Нэнси Рейган
- Нелсан Эллис — Мартин Лютер Кинг
- Рэй Гаспар — Патрик Джозеф Бьюкенен
- Алекс Манетт — глава аппарата Белого дома Гарри Холдеман
- Джесси Уильямс — Джеймс Лоусон
- Стивен Райдер[англ.] — главный церемониймейстер Белого дома[англ.] Стивен Рошон[англ.]

## Награды и номинации
- 2014 — три номинации на премию «Спутник»: лучшая мужская роль (Форест Уитакер), лучшая женская роль второго плана (Опра Уинфри), лучшая работа художника—постановщика (Дайан Ледерман, Тим Гэлвин)
- 2014 — две номинации на премию BAFTA: лучшая женская роль второго плана (Опра Уинфри), лучший грим и причёски (Дебра Денсон, Беверли Джо Прайор, Кэндис Нил)
- 2014 — три номинации на премию Гильдии киноактёров США: лучшая мужская роль (Форест Уитакер), лучшая женская роль второго плана (Опра Уинфри), лучший актёрский состав
- 2014 — номинация на премию People's Choice Awards за лучший драматический фильм